# Pulau Godang
Pulau Godang is een bestuurslaag in het regentschap Kuantan Singingi van de provincie Riau, Indonesië. Pulau Godang telt 1599 inwoners (volkstelling 2010).